# Jean-Noël Crocq
Jean-Noël Crocq   (Rennes, 15 de març de 1948) és un clarinetista clàssic francès.
Crocq va estudiar al Conservatori de París, on entre d'altres professors va tenir a Ulysse Delécluse. Va crear "Le clarinettiste debutant", un llibre de partitures per a clarinetistes inicials. El 1974 es va convertir en el clarinetista baix solista de l'orquestra de l'Opéra de Paris. Es va convertir en el primer professor de clarinet baix al Conservatori de Paris el 1991. És el president de l'Associació Papageno, un grup de defensa de la música de cambra. També col·labora amb Buffet Crampon, fabricant d'instruments musicals.